# Buckland (Ohio)
Buckland es una villa ubicada en el condado de Auglaize en el estado estadounidense de Ohio. En el censo de 2010 tenía una población de 233 habitantes y una densidad poblacional de 348,69 personas por km².

## Geografía
Buckland se encuentra ubicada en las coordenadas 40°37′27″N 84°15′37″O / 40.62417, -84.26028. Según la Oficina del Censo de los Estados Unidos, Buckland tiene una superficie total de 0.67 km², de la cual 0.67 km² corresponden a tierra firme y (0%) 0 km² es agua.

## Demografía
Según el censo de 2010, había 233 personas residiendo en Buckland. La densidad de población era de 348,69 hab./km². De los 233 habitantes, Buckland estaba compuesto por el 98.71% blancos, el 0% eran afroamericanos, el 0% eran amerindios, el 0.43% eran asiáticos, el 0% eran isleños del Pacífico, el 0% eran de otras razas y el 0.86% pertenecían a dos o más razas. Del total de la población el 2.15% eran hispanos o latinos de cualquier raza.